# Bernard Cohen (Maler)
Bernard Cohen (* 28. Juli 1933 in London) ist ein britischer Maler und Grafiker. Er ist der jüngere Bruder des Malers und Informatikers Harold Cohen.

## Leben und Werk
Bernard Cohen studierte erst an der St Martin's School of Art und dann von 1951 bis 1954 Kunst an der Slade School of Fine Art. Er gewann im Jahr 1954 ein Stipendium der französischen Regierung und verbrachte ein Jahr in Paris, wo er unter dem künstlerischen Einfluss von Jean Dubuffet stand.
Seine frühen Werke waren stark vom amerikanischen Abstrakten Expressionismus beeinflusst, insbesondere von Jackson Pollock.
Ab 1959 lehrte er an der Ealing School of Art, von 1966 bis 1968 an der Chelsea School of Art, von 1967 bis 1973 sowie ab 1977 an der Slade School of Fine Art und von 1975 bis 1977 am Royal College of Art. Im Jahr 1980 wurde er Leiter der Malerei an der Wimbledon School of Art, wo er bis 1987 blieb. 1988 wurde er Slade Professor of Fine Art und Vorsitzender der bildenden Kunst der Universität London. 1969/1970 war er Gastprofessor für Fine Arts an der University of New Mexico, Albuquerque. Cohen lebt in London.
Er hatte Einzelausstellungen 1960 in der Royal Society of British Artists (RBA) und 1961 in der Neuen Marlborough Gallery in London. Seine Arbeit errang in den 1960er Jahren internationale Aufmerksamkeit, und er wurde zur Teilnahme an der documenta III in Kassel im Jahr 1964 eingeladen.
Retrospektiven fanden 1972 in der Hayward Gallery, London, und 1995 in der Tate Gallery, London, statt. Zehn seiner Werke sind Teil der Sammlung der Tate Gallery.